# جونگ ریو وون
جونگ ریو وون (کره‌ای: 정려원؛ زادهٔ ۲۱ ژانویه ۱۹۸۱) بازیگر استرالیایی زادهٔ کره جنوبی است. او حرفهٔ سرگرمی خود را به عنوان خواننده گروه دخترانهٔ چاکرا آغاز کرد و به خاطر حضور در مجموعه تلویزیونی نام من کیم سام سون است به شهرت رسید. او همچنین به خاطر ایفای نقش در کشتی‌شکسته روی ماه و پادشاه درام‌ها شناخته می‌شود.

## فیلم‌شناسی

### فیلم
- داستان بی‌پایان (۲۰۱۲)
- درد (۲۰۱۱)
- در عشق و جنگ (۲۰۱۱)
- کشتی‌شکسته روی ماه (۲۰۰۹)
- دو صورت از دوست دخترم (۲۰۰۷)
- دوست پسر من از نوع -بی (۲۰۰۵)
- اورژانس۱۹ (۲۰۰۲)

### مجموعه تلویزیونی
- خاطرات یک دادستان (۲۰۱۹)
- تابه عشق (۲۰۱۸)
- آدامس بادکنکی (۲۰۱۵)
- تیم برتر پزشکی (۲۰۱۳)
- پادشاه درام‌ها (۲۰۱۲)
- جا میونگ گو (۲۰۰۹)
- رگبار پاییزی (۲۰۰۵)
- نام من کیم سام سون است (۲۰۰۵)
- دریای بابا (۲۰۰۴)
- آرگون (۲۰۰۳)
- ساکسو فون (۲۰۰۲)
- عاشقانه نیمه شب در آموزشگاه(۲۰۲۴)